# Exciter
Az Exciter  egy kanadai speed metal együttes, amely az 1970-es évek második felében alakult, Ottawa városában. A zenekar 1979-ben vette fel az Exciter nevet a Judas Priest azonos című dala nyomán. Érdekességet jelentett a zenekar felállása, ugyanis John Ricci gitáros és Alan Johnson basszusgitáros mellett az énekesi teendőket a dobos Dan Beehler vállalta magára. Első albumuk 1983-ban Heavy Metal Maniac címmel jelent meg, amely minden korábbinál egy keményebb és gyorsabb formájában mutatta be a heavy metal műfajt. A nagyrészt gyors tempójú dalok révén a szaksajtó az Excitert tekinti az első speed metal zenekarnak, amely komoly befolyást gyakorolt az amerikai speed/thrash színtér kialakulásában is.
Második albumuk az 1984-es Violence & Force folytatta klasszikussá vált elődje irányvonalát, majd olyan együttesekkel indultak turnéra, mint az Anthrax vagy a Mercyful Fate.
Szélesebb körben azonban nem sikerült ismertté válniuk, az évtized közepétől megjelenő lemezeikre pedig egyre kevesebben voltak vevőek. 1988-ban feloszlott a zenekar, majd egy kérészéletű újjáalakulást (1992-1993) követően, 1996-ban döntöttek úgy, hogy tovább folytatják. Azóta rendszeresen adnak ki lemezeket és adnak koncerteket, jelentősebb sikerek nélkül. Ugyan az együttes számos tagcserén ment keresztül pályafutása során, biztos pontnak tekinthető Dan Beehler dobos/énekes. A kultikusnak számító zenekart ugyan elkerülték a jelentősebb sikerek, ennek ellenére a metal színtérre gyakorolt hatásuk felbecsülhetetlen. Olyan együttesek jelölik meg hatásként az Excitert, mint az Exodus, a Megadeth vagy a Metallica.

## Történet

### A kezdetek (1979-1983)
Az együttes elődjének egy Hell Razor nevű formáció tekinthető, ami 1978-ban alakult, és ahol John Ricci volt a gitáros. 1979-ben új dobosra és basszusgitárosra volt szüksége a zenekarnak, így egy hirdetés útján találkozott Ricci és a basszusgitáros Alan Johnson. A dobos Johnson ismerőse Dan Beehler lett, aki korábban már játszott együtt a basszusgitárossal. A próbákra heti három alkalommal kerítettek sort, első fellépéseiken pedig feldolgozásokat adtak elő, olyan zenekaroktól, mint a Judas Priest, a Motörhead, a Saxon, az Iron Maiden vagy a Scorpions. Az együttes nem tudott magának megfelelő énekest találni, ezért úgy döntöttek, hogy Beehler a dobolás mellett a vokális teendőket is magára vállalja. Egy próba alkalmával spontán módon elénekelt egy AC/DC dalt, innen jött az ötlet Ricci részéről, hogy énekelhetne is.
1980-ban vették fel az Exciter nevet, melyet Beehler testvére javasolt, az azonos című Judas Priest dal nyomán. 1980 végén rögzítették első demójukat, amely a World War III címet kapta, és négy dalt tartalmazott. A zenekar tagjai maguk postázták a kazettákat a kiadóknak, és a fanzine-eknek, elsősorban Európa számára. Mike Varney az amerikai Shrapnel Records kiadó főnöke 1981-ben vette fel velük a kapcsolatot, így a demo címadó dala felkerült a U.S. Metal Vol. 1 című válogatáslemezre. Ricci visszaemlékezése szerint a kiadvány nagymértékben megnövelte népszerűségüket, elmondása szerint „ a lemez a világ minden sarkába eljutott, és mivel az egyik legkeményebb nóta volt a miénk, aki csak fogékony volt erre az agresszívebb, új vonalas metalra, azonnal elkezdett érdeklődni irántunk. A saját címem jelent meg a borítón, de hamarosan postafiókot kellett bérelnünk, mert a postás nem tudta begyömöszölni a leveleket a ládánkba!”

### Heavy Metal Maniac, Violence & Force  (1983-1985)
A válogatásalbum sikerét látva Varney szerződtette a zenekart, így az együttes elkezdte rögzíteni a következő demo anyagát. A felvételek John Belrose szüleinek a házában található pincében készültek. Belrose az együttest hangosította a koncerteken, a dalok pedig egy 8 sávos felvevővel kerültek rögzítésre. Varney a kész anyagot azonban nagylemezként akarta kiadni. Az új dalokra több mint 10 ezren rendeltek elő, így a zenekar elfogadta Varney döntését, annak ellenére, hogy a felvétel minősége korántsem volt tökéletes. A debütáló album így végül Heavy Metal Maniac címmel, 1983 június 14-én jelent meg a Shrapnel Records kiadásában. Az album címét Richard Beehler a dobos/énekes Dan Beehler testvére találta ki, de a zenekari logó is az ő nevéhez fűződik. 1999-ben bekövetkezett haláláig Richard Beehler a zenekar negyedik tagjának számított, több dalszöveget is írt a zenekar számára.
Az emblematikus borítóba csomagolt nagylemez kritikai visszhangja kedvező volt, máig az együttes legtöbbször emlegetett albuma, mely klasszikussá vált az évek során. A Decibel Magazine beszavazta a "100 legjobb régisulis metal albumok" listájába, de később az AllMusic is pozitívan cikkezett róla. Az írás szerint az együttes Judas Priest hatásai nyilvánvalóak, de az előadásmód tartalmaz egyfajta punkos vadságot, így az Exciter dalai túlmutatnak a szimpla heavy metalon, egyenes útat mutatva ezáltal olyan zenekaroknak, mint a Metallica, a Slayer vagy az Exodus.
Ezt követően Jon Zazula Megaforce kiadójához szerződött az együttes, majd 1983 őszén Amerikában kezdték meg a második nagylemez felvételeit. Az 1984 februárjában Violence & Force címmel megjelenő album, folytatta elődje irányvonalát, ezen az anyagon is erőteljes heavy/speed metal dalok voltak hallhatóak. Ricci elmondása szerint az album dalai az első lemez kreativitásából fakadnak, ezért volt hasonló a végeredmény. A dalok nagyrészét az első album turnéja közben írták, a lemez fogadtatása azonban már kevésbé volt lelkes. Az Allmusic később 3 ponttal jutalmazta az ötből és hozzátette, hogy a debüthöz képest, egy gyengébb album született, amelyen túlságosan jelen vannak a honfitárs Anvil hatásai.
Az album megjelenését egy amerikai koncertsorozat követte az Anthrax és a Mercyful Fate zenekarok társaságában.

### Long Live the Loud, Unveiling the Wicked, Exciter (O.T.T.) (1985-1988)
1985-ben a Music for Nations kiadóhoz szerződtek, majd London-ba utaztak, hogy rögzítsék harmadik nagylemezüket. A korong Long Live the Loud címmel jelent meg 1985-ben a Music for Nations, Amerikában pedig a Combat Records jóvoltából. A producer az a Guy Bidmead volt, aki a Motörhead számára is dolgozott, az album zenei anyaga pedig változatosabbra sikeredett két elődjénél. Ezáltal a zenekar többet kísérletezett a tempókkal, hangsúlyos szerepet kaptak a középtempók és a lírai intrók is. Az album ugyan kereskedelmi szempontból nem aratott jelentős sikert, de a kritikusok és a rajongók jól fogadták, máig az együttes egyik legtöbbször emlegetett klasszikusa. Ricci elmondása szerint is egy erős album készült, amelynek változatosabb dalai egy szélesebb rajongói tábort céloztak meg. Az AllMusic kritikája szerint az addigi legjobb hangzású albumuk készült el, amely ugyan kevésbé volt nyers és intenzív, mint az elődei. A dalszövegek és a borító révén egyfajta hősies, power metal-os jelleget kapott a lemez, ami bizonyos pontokon a Manowar világával is rokonítható. Eduardo Rivadavia a cikk szerzője kiemelte a címadó dalt, mely elmondása szerint az együttes talán legjobb szerzeménye.
A megjelenést egy európai turné követte az Accept zenekarral, majd amerikai koncertek következtek a Motörhead és a Megadeth társaságában. Ezt egy három dalt tartalmazó EP követte a Feel the Knife. A címadó szám az előző lemez dalaival egyidőben született, a maradék két dal pedig két koncertfelvétel volt. Az anyag megjelenése után Ricci kilépett a zenekarból. Elmondása szerint „nem jöttem ki jól a srácokkal. Úgy ítéltem meg, rossz üzleti döntéseket hozunk és úgy éreztem, kezdem elveszteni a zenekar felett az irányítást.”
Helyére Brian McPhee érkezett, majd a zenekar ismét Londonba ment stúdiózni. A producer ismét Guy Bidmead volt, a negyedik nagylemez pedig Unveiling the Wicked címmel, 1986 júniusában jelent meg. Egy kommerszebb album született ezúttal, melyen nagy hangsúlyt kapott McPhee gitárjátéka. Az elődjénél dallamosabban és kifinomultabban játszó gitáros által, a dalok melodikusabbak, strukturáltabbak és változatosabbak lettek, mint korábban. A korong ugyan nem kapott rossz kritikákat, de az iránymódosítás nem tetszett a rajongók többségének, így az együttes népszerűsége csökkenni látszott. A megjelenést egy sikeres európai turné követte a Motörhead és a Manowar zenekarokkal. Ezt követően úgy döntöttek, hogy a dobos Dan Beehler csak a hangszerére koncentrál, a vokális teendőket pedig egy új énekesre bízzák. Így negyedik tagként Rob Malnati csatlakozott hozzájuk, akivel 1988-ban otthonukban, Kanadában kezdték el rögzíteni a következő nagylemezt. A producer Ed Stone volt, az album pedig Exciter (O.T.T.) címmel jelent meg. A lemez langyos fogadtatásra talált, későbbi cikkében az Allmusic másfél pontot adott rá az ötből, és kifejtette, hogy az album már nem volt képes megmenteni a zenekar hanyatló karrierjét. Ugyan a lemez tartalmazott néhány emlékezetes dalt, (a Scream Bloody Murder a későbbi koncerteken is rendre elhangzott) de a korong így sem váltotta be a hozzá fűzött reményeket. A megjelenést egy kanadai turné követte, majd Malnati és a basszusgitáros Allan Johnson is a távozás mellett döntött.
Ezt követően az együttes több évig tartó szünetet tartott.

### Kill After Kill, The Dark Command, Blood of Tyrants (1992-2008)
1991-ben kezdtek ismét koncerteket adni, melyeken Beehler ismét énekelt a dobolás mellett. Ekkoriban David Ledden volt a basszusgitáros, míg a gitárosi posztot ismét John Ricci töltötte be. 1991-ben egy válogatáslemezt adtak ki Capital Punishment címmel, melyen egy Born to Kill című új dal is szerepelt. A gyűjteményes anyag az együttes első három lemezére fókuszált, majd ismét stúdióba vonultak, hogy rögzítsék a következő nagylemezt. 1992-ben a német Noise Records kiadóhoz szerződtek, majd albumuk Kill After Kill címmel jelent meg. Zeneileg a korai időkre hajazó, nyers és gyors album született, amelyet azonban teljes érdektelenség övezett, mind a szakma, mind a rajongók részéről. Ricci elmondása szerint a grunge térhódítása volt az oka ennek. A lemez kritikai visszhangja negatív volt, később az AllMusic másfél pontot adott rá a lehetséges ötből.
A megjelenést koncertek követték, majd 1993-ban megjelent első koncertlemezük a Better Live Than Dead. Az európai koncerteken a német Rage volt a partnerük, 1993-tól azonban ismét szünetet tartottak. Beehler csalódott volt, mert az együttes népszerűsége jelentősen csökkent, ezért a távozás mellett döntött. 
Ricci 1995-ben döntött úgy, hogy folytatja Beehler azonban nem tett eleget a felkérésnek, így Richard "Rik" Charron lett a zenekar dobosa. Jacques Belanger személyében ismét önálló énekese lett a zenekarnak, míg a basszusgitáros Marc Charron lett. Így Ricci maradt az egyedüli alapító tag.
Az új felállás néhány koncertet adott Kanadában, majd stúdióba vonultak, hogy rőgzítsék a következő nagylemezt. Az Osmose Records jóvoltából megjelent The Dark Command továbbra is egy szűk réteg igényeit volt hívatott kielégíteni, a kritikusok többségét ez az album sem győzte meg. Az Allmusic egyenesen elavultnak nevezte az albumot, hozzátéve, hogy csak a zenekar fanatikus rajongóinak jelenthet érdekességet.

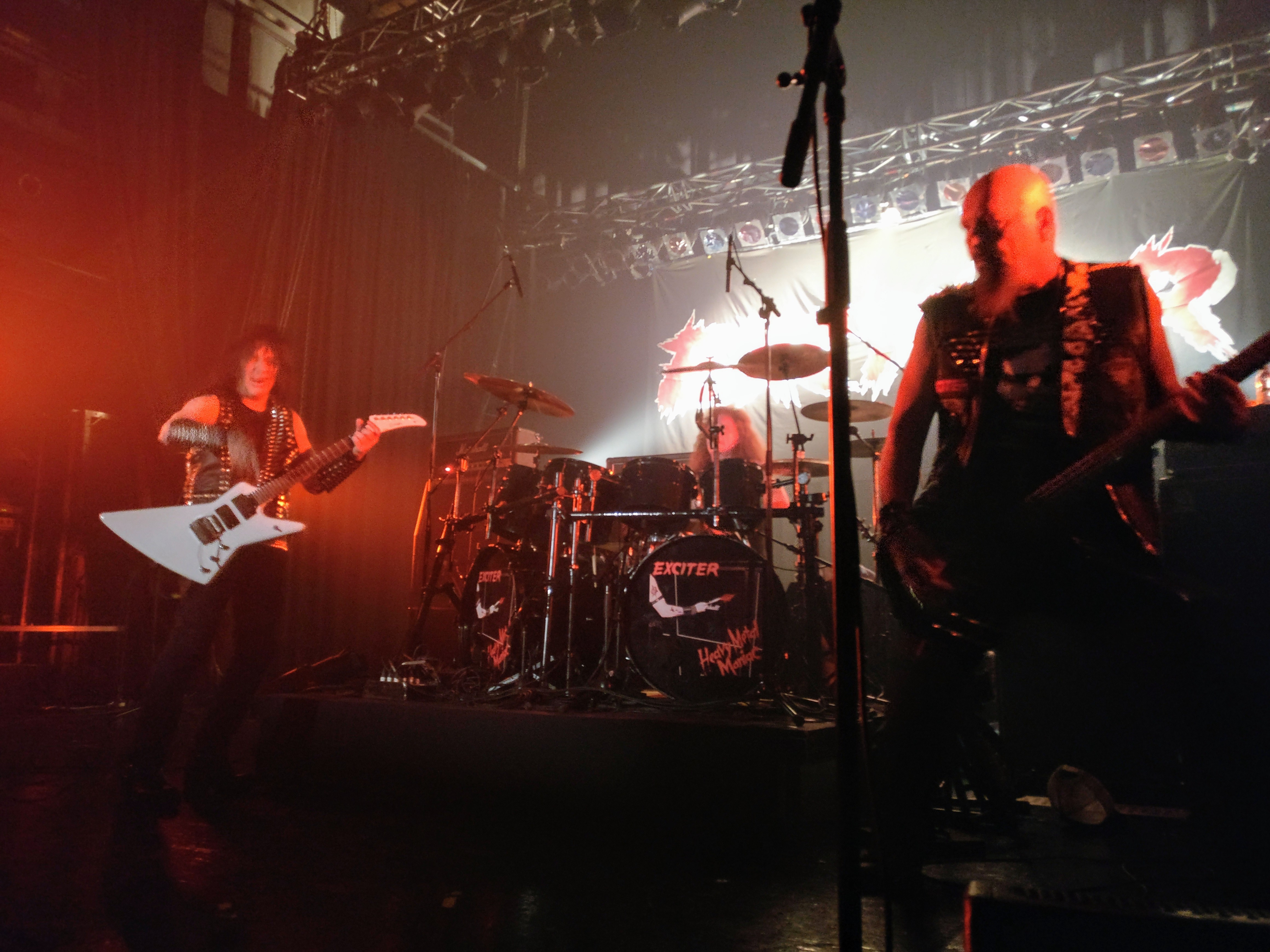
Exciter koncert 2018-ban.

A megjelenést egy európai turné követte, a honfitárs Anvil és az amerikai Flotsam and Jetsam zenekarokkal.
1998 és 2000 között a zenekar csak két fesztivál fellépést adott, majd 2000-ben kiadták a Blood of Tyrants albumot. Elődjénél egy agresszívabb album született, amely egyes kritikusok szerint reménytelenül elavult zenét tartalmaz, rajongók és a nosztalgiára fogékony zenehallgatók számára azonban okozhat kellemes perceket.
2001-ben Jacques Belanger "kreatív különbségekre" hivatkozva elhagyta a zenekart, majd Marc Charron is távozott, hogy a technológiai iparágban dolgozzon.
2003 elején jelentették be az új felállást, melyben Ricci és Richard "Rik" Charron mellett Paul Champagne basszusgitáros és Robert William DeGroot énekes vett részt. Ez a felállás csak az év márciusáig tartott, amikor Degroot elhagyta a zenekart. Őt a korábbi énekes Jacques Belanger pótolta, ekkor azonban Champagne döntött úgy, hogy távozik a zenekarból.
2004-ben adták ki a New Testament albumot, melyen ismertebb dalaikat játszotta újra fel az aktuális felállás. Mivel basszusgitárosuk nem volt, így Ricci játszotta fel a basszus részeket is. Az album a kiadó ötlete volt, a régi dalok újrajátszása Ricci szerint csupán pénzkidobás és időpazarlás volt.
A lemez megjelenése után csatlakozott hozzájuk Robert "Clammy" Cohen basszusgitáros, majd turnéra indultak a svéd Steel Attack power metal zenekarral.
2005-ben számos fesztiválon felléptek, így az Olaszország-ban található Tradate Iron Fest-en, a német Bang Your Head!!!-en vagy a szlovén Metalcamp-en is.
Közben Jeff Waters az Annihilator vezetője remixelte a zenekar korai felvételeit, az esedékes újrakiadások kapcsán.
2006-ban felléptek a kultikus metal zenekarokat tömörítő német Keep It True fesztiválon, majd Belanger ismét elhagyta a zenekart. Helyére egy New York-i énekes Kenny "Metal Mouth" Winter érkezett.

### Thrash Speed Burn, Death Machine (2008-napjainkig)
2008-ban a Massacre Records kiadóhoz szerződtek, majd rögzítették következő nagylemezüket, mely Thrash Speed Burn címmel 2008. február 22-én jelent meg Európában, március 4-én pedig a világ többi részén. Az album a zenekar korai időszakára jellemző nyers és gyors dalokat tartalmazott, melyekhez az 1980-as éveket idéző hangzás párosult. A lemezt népszerűsítő turné Spanyolországban vette kezdetét, de felléptek az Ibériai-félszigeten is.
A következő nagylemez Death Machine címmel 2010-ben jelent meg, amely folytatta elődje irányvonalát. A lemez fogadtatása vegyes volt, nagyrészt ismét a hangzást kritizálta a szaksajtó, miszerint „a borzalmas, demós hangzás iszonyat sokat ront a lemezen, és lehet, csak ennek köszönhető, hogy nem sütnek úgy a dalok, mint legutóbb. Olyan az egész, minta egy lezárt pinceajtón keresztül hallanád a muzsikát. A dob erőtlen, maszatoló, a gitárokból pedig csak egy nagy masszát lehet hallani.”
A Metal Hammer magyar kiadása negatívan cikkezett az anyagról, 6 pontot adva a lehetséges 10-ből. A cikk kifejtette, hogy az album úgy szól, mint a Slayer 1983-ban, majd hozzátette, hogy „szinte gyötrelem volt végigfülelni ezt a 40 percet. Sajnálom, hogy megint ugyanazokba a tévedésekbe szaladtunk bele, mert nem lenne rossz ez a lemez. Így viszont egy közepes.”
Az AllMusic három csillagot adott rá az ötből és kellemes meglepetésként nyilatkozott az albumról, melyet az utóbbi anyagok közül a legvonzóbb Exciter korongnak nevezett.
2012-ben részt vettek a 70000 Tons of Metal elnevezésű metal fesztiválon, amely egy tengerjáró utasszállító hajón kerül megrendezésre.
2014-ben a zenekar a Facebook oldalán jelentette be a hírt, miszerint megválnak John Ricci gitárostól. Az együttes egy közleményben tudatta a rajongókkal, hogy Ricci felhagy az aktív zenéléssel. A gitáros azonban később cáfolta a zenekar által közzétett hírt, mondván „egy mesterséges túlzás volt a részükről. Én csupán annyit mondtam, hogy szünetet akarok tartani,, mégpedig az akkori felállás egyik tagjának vitatható viselkedése miatt.”
2015-ben Ricci úgy döntött, hogy feléleszti a klasszikus felállást, így ismét Dan Beehler és Alan Johnson társaságában lépett színpadra. Első koncertjüket a 2015-ös Keep It True fesztiválon adták, a program pedig a klasszikus dalaikból állt. Felléptek a New York-i Defenders of the Old fesztiválon is, de egy új stúdiólemez elkészítése is a terveik között szerepelt. Azonban ez nem készült el, ugyanis 2018 szeptemberében John Ricci személyes nézetkülönbségekre hivatkozva a távozás mellett döntött.
2018 októberében jelentették be a hírt, hogy Daniel Dekay lett az együttes új gitárosa.

### Zenei stílus, hatásuk
Az Excitert szokás az első speed metal zenekarok egyikeként emlegetni, azonban gyakran illetik a power metal és a thrash metal jelzőkkel is. Egyes meglátások szerint nem nevezhető speed metalnak az együttes stílusa, mert már a korábbi időkben is gyakran írtak középtempós dalokat. A debütáló Heavy Metal Maniac minden korábbinál egy keményebb és gyorsabb formájában mutatta be a heavy metal műfajt, ezáltal komoly hatást gyakorolva a kibontakozóban lévő amerikai speed/thrash metal hullámra is. Joel McIver a témában jártas író úgy nyilatkozik az albumról, mint a thrash metal közvetlen előfutárának is tekinthető anyagról, melyen olyan zenekarok hatásai is érezhetőek, mint a Judas Priest vagy a Motörhead.
Második albumuk az 1984-es Violence & Force folytatta a debüt irányát, azonban az 1985-ös Long Live the Loud lemezen hangsúlyosabb szerepet kaptak a klasszikus heavy metal elemek. Változatosabb tempók jellemezték a dalokat, a tisztább hangzáskép pedig befogadhatóbbá tette a végeredményt. Ugyan ezek az albumok nem arattak számottevő kereskedelmi sikert, azonban a korszak meghatátozó lemezei, egyben az együttes klasszikus anyagai.
Az 1986-os Unveiling the Wicked albumon John Ricci helyére Brian McPhee érkezett, aki képzettebb gitáros volt, így az album egy melodikusabb, kommerszebb irányba terelte az együttest. A stílusmódosítás miatt a rajongók egy része elfordult az együttestől, az 1988-ban megjelenő cím nélküli albumon pedig már csak nyomokban volt jelen az eredeti stílus. Azóta megjelenő albumaikon egyfajta speed/thrash keverék hallható klasszikus heavy metal felhangokkal. A zenekar egy szűk rajongótábornak készíti a lemezeit, melyeknek a hangzása, a dalok szövegei, valamint a lemezek borítói is szándékosan idézik az 1980-as évek underground amerikai metalját. Ugyan számottevő kereskedelmi sikereket nem arattak, korai lemezeikkel számos előadóra gyakoroltak komoly befolyást a Slayertől kezdve, a Megadethen át a Metallica-ig.

## A zenekar tagjai

### Jelenlegi tagok
- Dan Beehler – ének, dobok (1978–1993, 2014–napjainkig)
- Allan James Johnson – basszusgitár (1978–1988, 2014–napjainkig)
- Daniel Dekay – gitár (2018–napjainkig)

### Korábbi tagok
- John Ricci – gitár (1978–1985, 1992–2018)
- Brian McPhee – gitár (1986–1988)
- Rob Malnati – ének (1988)
- David Ledden – basszusgitár (1992)
- Jeff MacDonald – basszusgitár (1993)
- Marc Charron – basszusgitár (1996–2002)
- Jacques Belanger – ének (1996–2001, 2003–2006)
- Richard "Rik" Charron – dob (1996–2014)
- Robert William DeGroot – ének (2003)
- Paul Champagne – basszusgitár (2003)
- Robert "Clammy" Cohen – basszusgitár (2004–2014)
- Kenny "Metal Mouth" Winter – ének (2006–2014)

## Diszkográfia

### Stúdióalbumok
- Heavy Metal Maniac (1983)
- Violence & Force (1984)
- Long Live the Loud (1985)
- Unveiling the Wicked (1986)
- Exciter (O.T.T.) (1988)
- Kill After Kill (1992)
- The Dark Command (1997)
- Blood of Tyrants (2000)
- New Testament (2004)
- Thrash Speed Burn (2008)
- Death Machine (2010)

### Koncertalbumok
- Better Live Than Dead (1993)

### Válogatásalbumok
- Capital Punishment (1991)

### EP-k
- Feel the Knife (1985)

### Demo
- World War III (1982)